# Carolina Alonso
Carolina Alonso Alonso (Gijón, 17 de octubre de 1980) es una politóloga y expolítica española que perteneció a Podemos. Fue diputada de la Asamblea de Madrid y portavoz del Grupo Parlamentario Unidas Podemos durante la XII legislatura.

## Biografía
Nacida en Gijón, Asturias, Alonso se licenció en Ciencias Políticas y de la Administración en la Universidad del País Vasco, realizó el Curso de Aptitud Pedagógica en la Universidad de Oviedo y es Máster en Protocolo y Organización de Eventos.
Durante su etapa de estudiante, participó en el movimiento estudiantil, siendo representante de alumnos y participando en las protestas contra la Guerra de Irak. Tras completar sus estudios en 2003, ha desempeñado trabajos relacionados con la hostelería, el turismo, las relaciones públicas y la planificación de eventos. En 2013 se trasladó a Madrid, donde complementó sus estudios con un Máster en Protocolo y Organización de Eventos, enlazó diversos trabajos y tuvo un negocio de hostelería junto a otros dos socios.

## Trayectoria política
En 2016 comenzó a formar parte de Podemos para ayudar en la campaña electoral de Unidas Podemos para las elecciones generales del 26J. En noviembre fue elegida por el Consejo Ciudadano de Podemos en la Comunidad de Madrid, como parte del sector que respaldaba a Ramón Espinar Merino, desde entonces ha trabajado a nivel local construyendo y apoyando candidaturas municipales en la Comunidad de Madrid.
Alonso fue la número siete en la lista de Unidas Podemos para las elecciones regionales madrileñas de 2019, que encabezaba Isabel Serra y en las que fueron elegidos siete miembros. Entró como diputada de Unidas Podemos en la Asamblea de Madrid y fue la portavoz de la Comisión de Vigilancia de las Contrataciones durante la legislatura, velando por el buen funcionamiento y transparencia de las instituciones en una materia tan sensible como los contratos públicos.
Desde 2020 y hasta diciembre de 2023, formó parte del Consejo de Coordinación de Podemos Comunidad de Madrid, ocupando la Secretaría de Reconstrucción de la Comunidad de Madrid, Políticas Públicas y Agenda 2030.
Tras las elecciones madrileñas de 2021 y la posterior dimisión de Pablo Iglesias como cabeza de lista, Alonso fue elegida por consenso como portavoz del grupo parlamentario con el apoyo de toda la organización. Como ha reflejado en varias entrevista, las prioridades en esta legislatura de la formación de la que es portavoz tienen que ver con la que la “recuperación económica llegue a todos y todas por igual”, así como con la generación de empleos de sostenibles y estables en la Comunidad de Madrid.
En mayo de 2023 concurre como número dos en la candidatura de Podemos-IU-AV al Ayuntamiento de Madrid, no consiguiendo  representación para entrar en el consistorio al no lograr alcanzar la barrera electoral del 5%. En diciembre de ese mismo año, tras las discrepancias con la cúpula interna del partido en su diferenciación con Sumar, decide abandonar Podemos junto al que fue candidato a la Alcaldía de Madrid, Roberto Sotomayor.